# Trybunał Sprawiedliwości (Unia Europejska)
Trybunał Sprawiedliwości (TS) (ang. Court of Justice, fr. Cour de justice) – jeden z dwóch organów sądowych Trybunału Sprawiedliwości Unii Europejskiej, powołany na mocy Traktatu o funkcjonowaniu Unii Europejskiej w wersji nadanej przez Traktat lizboński 1 grudnia 2009. Siedzibą Trybunału jest Luksemburg.

## Podstawy prawne
Trybunał Sprawiedliwości funkcjonuje na podstawie:
- Artykułu 19 Traktatu o Unii Europejskiej z 7 lutego 1992,
- Artykułów 251–281 Traktatu o funkcjonowaniu Unii Europejskiej wraz z Protokołem nr 3 w sprawie Statutu Trybunału Sprawiedliwości,
- Artykułu 136 traktatu Euratom

oraz  
- Rozporządzenia Parlamentu Europejskiego i Rady (UE, Euratom) 2015/2422 z dnia 16 grudnia 2015 zmieniającego Protokół nr 3 w sprawie Statutu Trybunału Sprawiedliwości Unii Europejskiej.

## Struktura Trybunału Sprawiedliwości
W strukturze Trybunału Sprawiedliwości (sensu stricto) wyróżnia się następujące pozycje:
- Prezes,
- Izby – w składzie 3- lub 5-osobowym (na mocy Traktatu z Nicei zmieniającego Traktat o Unii Europejskiej zrezygnowano ze składów 7-osobowych, które w praktyce nie zostały nigdy powołane),
- Wielka Izba – w składzie 15 sędziów[3] (do 2004 skład obejmował 11 sędziów, później, do 2008: 13) – której przewodniczy Prezes Trybunału,
- plenum – najważniejsze decyzje TS podejmowane są w pełnym składzie,
- kancelaria pod kierownictwem Kanclerza (sekretarza),
- kolegium rzeczników.

## Skład

### Kierownictwo Trybunału
Członkowie Trybunału wybierają spośród siebie prezesa i wiceprezesa na trzyletnie kadencje, które mogą być odnawiane. Co trzy lata dokonuje się częściowej wymiany składu sędziowskiego (1/2 składu) i adwokackiego (rotacja). Wówczas dokonywany jest wybór Prezesa. Trybunał sprawuje nadzór orzeczniczy nad Sądem.
Zgromadzenie plenarne Trybunału dokonuje wyboru Kanclerza (Sekretarz, Registrar, Greffier), którego zadaniem jest kierowanie pracą Sekretariatu Trybunału. Kadencja trwa 6 lat, możliwa jest reelekcja. Trybunał może wybrać jednego lub kilku zastępców Kanclerza. Kanclerz prowadzi rejestr wpływającej dokumentacji i pism procesowych, nadzoruje sprawy administracyjne i finansowe, funkcjonowania archiwum a także wydawnictwa Trybunału. Kanclerz uczestniczy we wszystkich ważnych rozprawach i posiedzeniach.
Funkcję prezesa pełni Koen Lenaerts. Polskimi sędziami Trybunału Sprawiedliwości byli dotychczas: Jerzy Makarczyk (2004–2009) i Marek Safjan (od 2009). Polskim rzecznikiem generalnym jest Maciej Szpunar (od 2013). 

### Izby Trybunału
Trybunał Sprawiedliwości powołuje izby składające się z trzech lub pięciu sędziów. Na żądanie Państwa Członkowskiego lub instytucji Unii, które są stroną w postępowaniu trybunał obraduje w składzie Wielkiej Izby. W jej skład wchodzi 15 sędziów, w tym prezes i wiceprezes TS oraz trzej prezesi izb. „W sprawach wniesionych na mocy artykułu 228 ustęp 2, artykułu 245 ustęp 2, artykułu 247 lub 286 ustęp 6 Traktatu o funkcjonowaniu Unii Europejskiej” lub (po wysłuchaniu rzecznika generalnego) w sprawach które mają wyjątkowe znaczenie trybunał obraduje w pełnym składzie. Na czele każdej izb stoi przewodniczący. 
Kworum dla izb (zarówno 3-, jak i 5-osobowych) wynosi trzech sędziów, dla postępowań Wielkiej Izby 9 sędziów, zaś dla plenum (pełnego składu) 15 sędziów. Zgodnie z art.17 Statutu TS decyzje Trybunału Sprawiedliwości mogą zapadać jedynie przy nieparzystej liczbie sędziów.

### Plenum – pełny skład TS
Do wachlarza spraw rozpatrywanych w pełnym składzie należą postępowania dotyczące zdymisjonowania Europejskiego Rzecznika Praw Obywatelskich, kwestie pozbawienia prawa do emerytury – albo zdymisjonowanie – członka Komisji Europejskiej lub członka Europejskiego Trybunału Obrachunkowego. Zgromadzenie plenarne winno być zwołane także w celu dokonania wyboru Prezesa (i wiceprezesów).

### Sędziowie i rzecznicy generalni
W skład trybunału wchodzi 27 sędziów mianowanych przez każde państwo członkowskie, oraz 11 rzeczników generalnych, których zadaniem jest przedstawianie opinii i wniosków obejmujących prawnych i faktycznych analizę okoliczności danej sprawy. Opinie uwzględniają wskazania dotychczasowego orzecznictwa sądów unijnych. Powołane osoby – zarówno sędziowie jak i rzecznicy generalni – muszą spełniać w swym kraju przesłanki powoływania na najwyższe stanowiska sędziowskie lub są najwybitniejszymi autorytetami w dziedzinie prawa. Mianowani są na 6-letnie kadencje na podstawie porozumienia państw członkowskich, po uprzedniej konsultacji z komitetem powoływanym przez Radę Unii Europejskiej na wniosek prezesa Trybunału. Członkowie 7-osobowego komitetu rekrutują się z grona byłych członków Trybunału i Sądu, a także członków najwyższych instancji sądów krajowych. Do komitetu mogą wejść także inne osoby o wybitnych kwalifikacjach prawnych. Jednego kandydata wskazuje Parlament Europejski.

## Kompetencje
Trybunał Sprawiedliwości Unii Europejskiej (sensu largo – jako ogół organów sądowych Unii) zapewnia jednolitą wykładnię prawa unijnego we wszystkich krajach członkowskich, a także czuwa i orzeka o jego przestrzeganiu przez poszczególne kraje i instytucje UE, zaś funkcjonujący w jego obrębie Trybunał Sprawiedliwości (sensu stricto) zajmuje się „przekazywanymi przez sądy krajowe wnioskami o wydanie orzeczenia w trybie prejudycjalnym, niektórymi skargami o stwierdzenie nieważności i odwołaniami”.

### Ograniczenia kompetencji
Trybunał Sprawiedliwości nie ma umocowania do rozstrzygania w sprawach postanowień z zakresu wspólnotowej polityki zagranicznej i bezpieczeństwa, a także jurysdykcji w odniesieniu do spraw regulowanych aktami przyjętymi na ich podstawie. W okresie pierwszych 5 lat od wejścia w życie Traktatu lizbońskiego jurysdykcja Trybunału w dziedzinie współpracy policyjnej i sądowej w sprawach karnych była znacznie ograniczona.
Orzeczenia Trybunału są ostateczne. W przypadku gdy zawierają one wykładnię prawa unijnego lub stwierdzają nieważność bądź ważność aktu unijnego prawa pochodnego, ich moc jest powszechnie obowiązująca dla sądów krajowych, tj. stanowią tzw. precedensy de iure. Orzeczenia TS nie są wiążące dla Sądu wchodzącego w skład TSUE. Jeśli Sąd nie chcę się do nich stosować – może się zwrócić z pytaniem prejudycjalnym w celu zmiany zawartego w nich stanowiska. Odpowiedź na takie pytanie będzie jednak dla niego wiążąca.
Językiem roboczym Trybunału jest język francuski.